# Università nazionale di Ho Chi Minh
L'Università nazionale di città di Ho Chi Minh è un'università del Vietnam, ubicata nella città più grande del Vietnam  Ho Chi Minh (ex Saigon) anche se la capitale della nazione è Hanoi.

## Descrizione
È una delle due più grandi università in Vietnam. L'università è stata fondata nel 1995 incorporando parecchie tra università e facoltà della città di Ho Chi Minh. L'università offre una vasta gamma di offerta formativa nel campo della tecnologia, delle scienze economiche, delle lingue, della letteratura. Accoglie in totale 35.000 studenti.